# 塞维利亚考古博物馆
塞维利亚考古博物馆（西班牙語：Museo Arqueológico de Sevilla）是西班牙南部城市塞维利亚的一个博物馆，设于建筑师阿尼巴尔·冈萨雷斯设计的文艺复兴馆（Pabellón del Renacimiento），位于美洲广场，是为1929年伊比利亚-美洲博览会而建。 
博物馆的地下设有El Carambolo珍宝展，包括2950克的黄金饰品，以及腓尼基女神阿斯塔蒂小型雕像。
该博物馆还设有罗马文明展，许多展品来自附近的罗马城市伊塔里卡（Itálica），包括维纳斯像，和几位罗马皇帝奥古斯都、图拉真和哈德良的半身像。